# 싸이언 옵티머스 Q
싸이언 옵티머스 Q(CYON Optimus Q)는 LG전자가 2010년 6월 5일에 출시한 스마트폰이다. 한국형 애플리케이션을 100여종 탑재하고, 퀄컴의 스냅드래곤 QSD8650 1 GHz CPU를 장착하였으며, QWERTY 자판, 4방향 네비게이션키, 트랙볼을 탑재하였다. 옵티머스 Q는 안드로이드 애플리케이션뿐만 아니라 OZ 애플리케이션, LG 애플리케이션 등을 다운로드할 수 있다. 대한민국 얼리 어답터들은 해당 제품을 옵큐라고 부르기도 한다. 통신 방식으로 EV-DO Rev. B도 지원은 하나 LG U+에서 공식적으로 지원해 주지 않는다. 테스트코드를 이용하여 편법으로 사용은 가능하나 이에 따른 문제점은 사용자 책임이므로 주의할 필요가 있다.
후속 기종인 LG 모바일 옵티머스 Q2가 출시되었다.

## 운영체제
옵티머스 Q의 운영 체제는 안드로이드 1.6 도넛으로 출시되었다.

## 운영체제 업그레이드

### 안드로이드 2.1 이클레어 업그레이드
2010년 8월 24일 안드로이드 2.1 이클레어 버전으로 업데이트되었다.

### 안드로이드 2.2.1 프로요 업그레이드
2010년 4분기에 안드로이드 2.2 프로요 버전으로 업데이트 예정이었으나, 2011년 1월 28일 안드로이드 2.2.1 프로요 버전 업데이트가 LG 모바일 홈페이지에 공개되었다.

## 미디어 지원
| 영상 코덱 - mpeg4 - H.264 - H.263 - DivX HD/ XviD 비디오 포맷 - 3GP (MPEG-4) - WMV (ASF) - AVI (divx) - MKV - FLV | 오디오 - WAV - Vorbis - MP3 - AAC - AAC+ - eAAC+ - WMA - AMR-NB - AMR-WB - MID - AC3 - XMF - IMY |

## 같이 보기
- 갤럭시 넥서스